# Геологическая служба Швеции
Геологическая служба Швеции (швед. Sveriges geologiska undersökning, SGU) — шведское правительственное агентство занимающееся вопросами геологических исследований и геологоразведочных работ на территории Швеции.

## Описание
Геологическая служба Швеции была организована в 1858 году.
Находится в городе Упсала.